# سكلوب أزغب
سكلوب أزغب (الاسم العلمي: Cyclops pubescens) هو نوع من المفصليات يتبع جنس السكلوب من الفصيلة السكلوبية.